# Clásico cochabambino
El clásico cochabambino es como habitualmente se denomina al partido del fútbol boliviano que enfrenta a los dos equipos más importantes del Departamento de Cochabamba: Aurora y Jorge Wilstermann.

## Historia
La rivalidad entre ambos clubes empezó a mediados de los años 50 (1955) cuando ambos clubes destacaban en el ámbito local y nacional concentrando así a la mayoría de los hinchas cochabambinos.
Durante 13 años (1989-2002) el clásico se vio interrumpido por el descenso del Club Aurora, sin embargo, el primer clásico por la Liga en 2003, que terminó empatado 2 - 2, tuvo la mayor asistencia de público hasta la fecha (35.000 personas) con el estadio Félix Capriles abarrotado hasta la pista atlética. El año 2011 el clásico se volvió a interrumpir en la Liga por una temporada, esta vez debido al descenso de Wilstermann en noviembre de 2010, sin embargo se disputó en 4 ocasiones en la Copa Aerosur 2011.
En la actualidad y tras la regulación de la venta de entradas se ha llegado a asistencias de 32.000 personas.

## Historial de partidos

### Asociación de Fútbol Cochabamba
| #   | Torneo | Local             | Resultado | Visitante         |
| --- | ------ | ----------------- | --------- | ----------------- |
| 1.  | 1958   | Jorge Wilstermann | 1 - 1     | Aurora            |
| 2.  | 1958   | Aurora            | 2 - 2     | Jorge Wilstermann |
| 3.  | 1960   | Jorge Wilstermann | 1 - 1     | Aurora            |
| 4.  | 1960   | Aurora            | 3 - 3     | Jorge Wilstermann |
| 5.  | 1960   | Jorge Wilstermann | 2 - 0     | Aurora            |
| 6.  | 1962   | Aurora            | 0 - 2     | Jorge Wilstermann |
| 7.  | 1962   | Jorge Wilstermann | 0 - 0     | Aurora            |
| 8.  | 1964   | Aurora            | 2 - 3     | Jorge Wilstermann |
| 9.  | 1964   | Jorge Wilstermann | 0 - 3     | Aurora            |
| 10. | 1965   | Jorge Wilstermann | 2 - 0     | Aurora            |
| 11. | 1965   | Aurora            | 2 - 2     | Jorge Wilstermann |
| 12. | 1966   | Jorge Wilstermann | 2 - 1     | Aurora            |
| 13. | 1966   | Aurora            | 2 - 0     | Jorge Wilstermann |
| 14. | 1967   | Aurora            | 0 - 2     | Jorge Wilstermann |
| 15. | 1967   | Jorge Wilstermann | 2 - 0     | Aurora            |
| 16. | 1968   | Jorge Wilstermann | 1 - 1     | Aurora            |
| 17. | 1968   | Aurora            | 1 - 0     | Jorge Wilstermann |
| 18. | 1969   | Aurora            | 2 - 2     | Jorge Wilstermann |
| 19. | 1969   | Jorge Wilstermann | 0 - 3     | Aurora            |
| 20. | 1970   | Aurora            | 0 - 2     | Jorge Wilstermann |
| 21. | 1970   | Jorge Wilstermann | 1 - 0     | Aurora            |
| 22. | 1971   | Aurora            | 1 - 1     | Jorge Wilstermann |
| 23. | 1971   | Jorge Wilstermann | 2 - 1     | Aurora            |
| 24. | 1972   | Aurora            | 1 - 4     | Jorge Wilstermann |
| 25. | 1972   | Jorge Wilstermann | 0 - 1     | Aurora            |
| 26. | 1972   | Aurora            | 1 - 1     | Jorge Wilstermann |
| 27. | 1973   | Aurora            | 1 - 1     | Jorge Wilstermann |
| 28. | 1973   | Jorge Wilstermann | 1 - 0     | Aurora            |
| 29. | 1974   | Aurora            | 2 - 2     | Jorge Wilstermann |
| 30. | 1974   | Jorge Wilstermann | 1 - 0     | Aurora            |
| 31. | 1975   | Aurora            | 1 - 2     | Jorge Wilstermann |
| 32. | 1975   | Jorge Wilstermann | 1 - 1     | Aurora            |

### Primera División
| #   | Torneo | Local             | Resultado | Visitante         |
| --- | ------ | ----------------- | --------- | ----------------- |
| 1.  | 1955   | Jorge Wilstermann | 1 - 1     | Aurora            |
| 2.  | 1955   | Aurora            | 1 - 2     | Jorge Wilstermann |
| 3.  | 1956   | Aurora            | 1 - 0     | Jorge Wilstermann |
| 4.  | 1956   | Jorge Wilstermann | 2 - 0     | Aurora            |
| 5.  | 1957   | Aurora            | 0 - 3     | Jorge Wilstermann |
| 6.  | 1957   | Jorge Wilstermann | 3 - 2     | Aurora            |
| 7.  | 1959   | Aurora            | 1 - 2     | Jorge Wilstermann |
| 8.  | 1959   | Jorge Wilstermann | 2 - 2     | Aurora            |
| 9.  | 1960   | Aurora            | 2 - 3     | Jorge Wilstermann |
| 10. | 1960   | Jorge Wilstermann | 1 - 4     | Aurora            |
| 11. | 1960   | Aurora            | 1 - 3     | Jorge Wilstermann |
| 12. | 1963   | Jorge Wilstermann | 1 - 0     | Aurora            |
| 13. | 1963   | Aurora            | 3 - 1     | Jorge Wilstermann |
| 14. | 1966   | Jorge Wilstermann | 1 - 0     | Aurora            |
| 15. | 1966   | Aurora            | 0 - 4     | Jorge Wilstermann |
| 16. | 1974   | Jorge Wilstermann | 2 - 0     | Aurora            |
| 17. | 1974   | Aurora            | 3 - 4     | Jorge Wilstermann |
| 18. | 1976   | Jorge Wilstermann | 1 - 0     | Aurora            |
| 19. | 1976   | Aurora            | 1 - 2     | Jorge Wilstermann |

### 1977-Presente
| #   | Torneo              | Jornada              | Local             | Resultado | Visitante         |
| --- | ------------------- | -------------------- | ----------------- | --------- | ----------------- |
| 1.  | 1978                | 5                    | Jorge Wilstermann | 3 - 0     | Aurora            |
| 2.  | 1978                | 13                   | Aurora            | 2 - 4     | Jorge Wilstermann |
| 3.  | 1979                | 3                    | Aurora            | 1 - 0     | Jorge Wilstermann |
| 4.  | 1979                | 6                    | Jorge Wilstermann | 1 - 2     | Aurora            |
| 5.  | 1979                | 4                    | Aurora            | 1 - 2     | Jorge Wilstermann |
| 6.  | 1979                | 12                   | Jorge Wilstermann | 1 - 1     | Aurora            |
| 7.  | 1980                | 2                    | Jorge Wilstermann | 3 - 1     | Aurora            |
| 8.  | 1980                | 15                   | Aurora            | 0 - 3     | Jorge Wilstermann |
| 9.  | 1981                | 12                   | Jorge Wilstermann | 5 - 2     | Aurora            |
| 10. | 1981                | 25                   | Aurora            | 2 - 1     | Jorge Wilstermann |
| 11. | 1982                | 6                    | Jorge Wilstermann | 2 - 0     | Aurora            |
| 12. | 1982                | 19                   | Aurora            | 1 - 0     | Jorge Wilstermann |
| 13. | 1983                | 12                   | Aurora            | 0 - 1     | Jorge Wilstermann |
| 14. | 1983                | 25                   | Jorge Wilstermann | 2 - 2     | Aurora            |
| 15. | 1984                | 10                   | Aurora            | 3 - 1     | Jorge Wilstermann |
| 16. | 1984                | 23                   | Jorge Wilstermann | 2 - 1     | Aurora            |
| 17. | 1985                | 6                    | Jorge Wilstermann | 4 - 0     | Aurora            |
| 18. | 1985                | 21                   | Aurora            | 2 - 4     | Jorge Wilstermann |
| 19. | 1986                | 7                    | Aurora            | 0 - 1     | Jorge Wilstermann |
| 20. | 1986                | 15                   | Jorge Wilstermann | 3 - 2     | Aurora            |
| 21. | 1986                | 4                    | Jorge Wilstermann | 1 - 1     | Aurora            |
| 22. | 1986                | 12                   | Aurora            | 1 - 4     | Jorge Wilstermann |
| 23. | 1987                | 9                    | Aurora            | 1 - 0     | Jorge Wilstermann |
| 24. | 1987                | 24                   | Jorge Wilstermann | 1 - 1     | Aurora            |
| 25. | 1988                | 2                    | Jorge Wilstermann | 0 - 0     | Aurora            |
| 26. | 1988                | 15                   | Aurora            | 0 - 2     | Jorge Wilstermann |
| 27. | Apertura 2003       | 11                   | Jorge Wilstermann | 2 - 2     | Aurora            |
| 28. | Apertura 2003       | 22                   | Aurora            | 0 - 0     | Jorge Wilstermann |
| 29. | Clausura 2003       | 5                    | Aurora            | 2 - 2     | Jorge Wilstermann |
| 30. | Clausura 2003       | 22                   | Jorge Wilstermann | 1 - 1     | Aurora            |
| 31. | Clausura 2003       | Cuadrangular final 2 | Jorge Wilstermann | 3 - 0     | Aurora            |
| 32. | Clausura 2003       | Cuadrangular final 4 | Aurora            | 0 - 3     | Jorge Wilstermann |
| 33. | Apertura 2004       | 9                    | Jorge Wilstermann | 2 - 3     | Aurora            |
| 34. | Apertura 2004       | 20                   | Aurora            | 1 - 0     | Jorge Wilstermann |
| 35. | Clausura 2004       | 5                    | Jorge Wilstermann | 1 - 0     | Aurora            |
| 36. | Clausura 2004       | 10                   | Aurora            | 1 - 1     | Jorge Wilstermann |
| 37. | Adecuación 2005     | 7                    | Jorge Wilstermann | 2 - 0     | Aurora            |
| 38. | Adecuación 2005     | 18                   | Aurora            | 2 - 1     | Jorge Wilstermann |
| 39. | Apertura 2005       | 4                    | Aurora            | 1 - 2     | Jorge Wilstermann |
| 40. | Apertura 2005       | 8                    | Jorge Wilstermann | 1 - 2     | Aurora            |
| 41. | Clausura 2006       | 7                    | Jorge Wilstermann | 2 - 1     | Aurora            |
| 42. | Clausura 2006       | 18                   | Aurora            | 2 - 1     | Jorge Wilstermann |
| 43. | Segundo Torneo 2006 | 4                    | Jorge Wilstermann | 1 - 1     | Aurora            |
| 44. | Segundo Torneo 2006 | 9                    | Aurora            | 1 - 1     | Jorge Wilstermann |
| 45. | Apertura 2007       | 2                    | Aurora            | 2 - 3     | Jorge Wilstermann |
| 46. | Apertura 2007       | 13                   | Jorge Wilstermann | 1 - 0     | Aurora            |
| 47. | Clausura 2007       | 4                    | Jorge Wilstermann | 2 - 0     | Aurora            |
| 48. | Clausura 2007       | 10                   | Aurora            | 1 - 1     | Jorge Wilstermann |
| 49. | Apertura 2008       | 9                    | Aurora            | 1 - 1     | Jorge Wilstermann |
| 50. | Apertura 2008       | 20                   | Jorge Wilstermann | 1 - 2     | Aurora            |
| 51. | Clausura 2008       | 5                    | Jorge Wilstermann | 1 - 1     | Aurora            |
| 52. | Clausura 2008       | 6                    | Aurora            | 1 - 0     | Jorge Wilstermann |
| 53. | Apertura 2009       | 2                    | Aurora            | 3 - 0     | Jorge Wilstermann |
| 54. | Apertura 2009       | 13                   | Jorge Wilstermann | 0 - 2     | Aurora            |
| 55. | Clausura 2009       | 4                    | Jorge Wilstermann | 2 - 1     | Aurora            |
| 56. | Clausura 2009       | 8                    | Aurora            | 2 - 1     | Jorge Wilstermann |
| 57. | Apertura 2010       | 5                    | Aurora            | 1 - 2     | Jorge Wilstermann |
| 58. | Apertura 2010       | 9                    | Jorge Wilstermann | 2 - 2     | Aurora            |
| 59. | Apertura 2010       | Hexagonal 5          | Aurora            | 2 - 0     | Jorge Wilstermann |
| 60. | Apertura 2010       | Hexagonal 10         | Jorge Wilstermann | 2 - 1     | Aurora            |
| 61. | Clausura 2010       | 11                   | Aurora            | 2 - 2     | Jorge Wilstermann |
| 62. | Clausura 2010       | 22                   | Jorge Wilstermann | 1 - 0     | Aurora            |
| 63. | Apertura 2012       | 2                    | Jorge Wilstermann | 0 - 2     | Aurora            |
| 64. | Apertura 2012       | 14                   | Aurora            | 0 - 3     | Jorge Wilstermann |
| 65. | Clausura 2013       | 9                    | Aurora            | 0 - 6     | Jorge Wilstermann |
| 66. | Clausura 2013       | 20                   | Jorge Wilstermann | 3 - 2     | Aurora            |
| 67. | Apertura 2013       | 4                    | Aurora            | 1 - 1     | Jorge Wilstermann |
| 68. | Apertura 2013       | 15                   | Jorge Wilstermann | 4 - 2     | Aurora            |
| 69. | Clausura 2014       | 2                    | Jorge Wilstermann | 2 - 1     | Aurora            |
| 70. | Clausura 2014       | 13                   | Aurora            | 2 - 0     | Jorge Wilstermann |
| 71. | Apertura 2018       | 5                    | Aurora            | 0 - 0     | Jorge Wilstermann |
| 72. | Apertura 2018       | 12                   | Jorge Wilstermann | 5 - 1     | Aurora            |
| 73. | Clausura 2018       | 11                   | Jorge Wilstermann | 3 - 0     | Aurora            |
| 74. | Clausura 2018       | 23                   | Aurora            | 2 - 0     | Jorge Wilstermann |
| 75. | Apertura 2019       | 3                    | Jorge Wilstermann | 2 - 1     | Aurora            |
| 76. | Apertura 2019       | 16                   | Aurora            | 1 - 2     | Jorge Wilstermann |
| 77. | Clausura 2019       | 8                    | Jorge Wilstermann | 5 - 1     | Aurora            |
| 78. | Clausura 2019       | 21                   | Aurora            | 0 - 2     | Jorge Wilstermann |
| 79. | Apertura 2020       | 3                    | Aurora            | 2 - 1     | Jorge Wilstermann |
| 80. | Apertura 2020       | 16                   | Jorge Wilstermann | 1 - 1     | Aurora            |
| 81. | 2021                | 13                   | Jorge Wilstermann | 2 - 1     | Aurora            |
| 82. | 2021                | 28                   | Aurora            | 1 - 1     | Jorge Wilstermann |
| 83. | Apertura 2022       | 6                    | Aurora            | 1 - 0     | Jorge Wilstermann |
| 84. | Apertura 2022       | 13                   | Jorge Wilstermann | 0 - 0     | Aurora            |
| 85. | 2023                | 2                    | Jorge Wilstermann | 0 - 2     | Aurora            |
| 86. | 2023                | 19                   | Aurora            | 1 - 0     | Jorge Wilstermann |
| 87. | Apertura 2024       | 3                    | Aurora            | 1 - 0     | Jorge Wilstermann |
| 88. | Apertura 2024       | 5                    | Jorge Wilstermann | 1 - 1     | Aurora            |
| 89. | Clausura 2024       | 11                   | Aurora            | 0 - 0     | Jorge Wilstermann |
| 90. | Clausura 2024       | 26                   | Jorge Wilstermann | 1 - 3     | Aurora            |

### Copas nacionales
| #  | Torneo              | Local             | Resultado | Visitante         |
| -- | ------------------- | ----------------- | --------- | ----------------- |
| 1. | Copa República 1958 | Jorge Wilstermann | 3 - 1     | Aurora            |
| 2. | Copa República 1958 | Aurora            | 2 - 4     | Jorge Wilstermann |

### Play-Offs
| #  | Torneo | Local             | Resultado | Visitante         |
| -- | ------ | ----------------- | --------- | ----------------- |
| 1. | 2008   | Jorge Wilstermann | 0 - 1     | Aurora            |
| 2. | 2008   | Aurora            | 1 - 3     | Jorge Wilstermann |
| 3. | 2009   | Aurora            | 1 - 3     | Jorge Wilstermann |
| 4. | 2009   | Jorge Wilstermann | 1 - 1     | Aurora            |
| 5. | 2010   | Jorge Wilstermann | 3 - 0     | Aurora            |
| 6. | 2010   | Aurora            | 1 - 1     | Jorge Wilstermann |

### Partidos amistosos
| Año  | #   | Torneo                     | Local             | Resultado     | Visitante         |
| ---- | --- | -------------------------- | ----------------- | ------------- | ----------------- |
| 1955 | 1.  | Amistoso                   | Jorge Wilstermann | 3 - 2         | Aurora            |
| 1957 | 2.  | Amistoso                   | Aurora            | 2 - 1         | Jorge Wilstermann |
| 1958 | 3.  | Amistoso                   | Aurora            | 1 - 0         | Jorge Wilstermann |
| 1962 | 4.  | Inauguración Luz Estadio   | Jorge Wilstermann | 2 - 0         | Aurora            |
| 1964 | 5.  | Amistoso                   | Jorge Wilstermann | 1 - 1         | Aurora            |
| 1964 | 6.  | Amistoso                   | Jorge Wilstermann | 2 - 2         | Aurora            |
| 1964 | 7.  | Cuadrangular internacional | Jorge Wilstermann | 0 - 0         | Aurora            |
| 1966 | 8.  | Amistoso                   | Jorge Wilstermann | 1 - 1         | Aurora            |
| 1966 | 9.  | Heroínas de la Coronilla   | Jorge Wilstermann | 3 - 0         | Aurora            |
| 1968 | 10. | Amistoso                   | Aurora            | 2 - 0         | Jorge Wilstermann |
| 1971 | 11. | Amistoso                   | Jorge Wilstermann | 5 - 1         | Aurora            |
| 1972 | 12. | Amistoso                   | Aurora            | 3 - 0         | Jorge Wilstermann |
| 1972 | 13. | Amistoso                   | Aurora            | 1 - 0         | Jorge Wilstermann |
| 1972 | 14. | Amistoso                   | Aurora            | 2 - 1         | Jorge Wilstermann |
| 1973 | 15. | Amistoso                   | Jorge Wilstermann | 1 - 0         | Aurora            |
| 1973 | 16. | Amistoso                   | Jorge Wilstermann | 2 - 1         | Aurora            |
| 1975 | 17. | Amistoso                   | Jorge Wilstermann | 3 - 2         | Aurora            |
| 1976 | 18. | Amistoso                   | Jorge Wilstermann | 3 - 2         | Aurora            |
| 1978 | 19. | Amistoso                   | Jorge Wilstermann | 1 - 0         | Aurora            |
| 1982 | 20. | Amistoso                   | Jorge Wilstermann | 1 - 0         | Aurora            |
| 1982 | 21. | Amistoso                   | Jorge Wilstermann | 2 - 1         | Aurora            |
| 1983 | 22. | Amistoso                   | Aurora            | 1 - 0         | Jorge Wilstermann |
| 1984 | 23. | Amistoso                   | Jorge Wilstermann | 4 - 3         | Aurora            |
| 1985 | 24. | Amistoso                   | Aurora            | 1 - 1         | Jorge Wilstermann |
| 1985 | 25. | Amistoso                   | Jorge Wilstermann | 2 - 0         | Aurora            |
| 1985 | 26. | Amistoso                   | Jorge Wilstermann | 2 - 1         | Aurora            |
| 1986 | 27. | Amistoso                   | Aurora            | 2 - 2         | Jorge Wilstermann |
| 1988 | 28. | Amistoso                   | Jorge Wilstermann | 1 - 0         | Aurora            |
| 1989 | 29. | Amistoso                   | Aurora            | 1 - 1         | Jorge Wilstermann |
| 1993 | 30. | Amistoso                   | Jorge Wilstermann | 1 - 1         | Aurora            |
| 1994 | 31. | Amistoso                   | Jorge Wilstermann | 2 - 1         | Aurora            |
| 1994 | 32. | Amistoso                   | Aurora            | 1 - 1         | Jorge Wilstermann |
| 1995 | 30  | Amistoso                   | Wilstermann       | 1 - 1         | Aurora            |
| 1996 | 31  | Amistoso                   | Aurora            | 3 - 1         | Wilstermann       |
| 1996 | 32  | Amistoso                   | Wilstermann       | 3 - 3         | Aurora            |
| 1998 | 33  | Amistoso                   | Aurora            | 0 - 0         | Wilstermann       |
| 1998 | 34  | Amistoso                   | Wilstermann       | 2 - 2         | Aurora            |
| 1998 | 35  | Amistoso                   | Wilstermann       | 2 - 1         | Aurora            |
| 2000 | 36  | Amistoso                   | Wilstermann       | 2 - 2         | Aurora            |
| 2001 | 37  | Amistoso                   | Wilstermann       | 3 - 2         | Aurora            |
| 2002 | 38  | Amistoso                   | Wilstermann       | 2 - 0         | Aurora            |
| 2002 | 39  | Amistoso Telemaratón       | Aurora            | 3 - 2         | Wilstermann       |
| 2004 | 40  | Copa Aerosur               | Wilstermann       | 5 - 1         | Aurora            |
| 2004 | 41  | Copa Aerosur               | Aurora            | 2 (5) - 1 (4) | Wilstermann       |
| 2004 | 42  | Final Copa Aerosur         | Wilstermann       | 4 - 0         | Aurora            |
| 2004 | 43  | Amistoso                   | Aurora            | 1 - 0         | Wilstermann       |
| 2005 | 44  | Copa Aerosur               | Wilstermann       | 3 - 0         | Aurora            |
| 2005 | 45  | Copa Aerosur               | Wilstermann       | 2 - 1         | Aurora            |
| 2006 | 46  | Copa Aerosur               | Wilstermann       | 1 - 0         | Aurora            |
| 2006 | 47  | Copa Aerosur               | Wilstermann       | 3 - 2         | Aurora            |
| 2007 | 48  | Copa Aerosur               | Aurora            | 1 - 1         | Wilstermann       |
| 2007 | 49  | Copa Aerosur               | Aurora            | 1 - 0         | Wilstermann       |
| 2007 | 50  | Copa Paceña                | Wilstermann       | 4 - 0         | Aurora            |
| 2007 | 51  | Copa Paceña                | Aurora            | 0 - 0         | Wilstermann       |
| 2008 | 52  | Copa Aerosur               | Wilstermann       | 3 - 0         | Aurora            |
| 2008 | 53  | Copa Aerosur               | Aurora            | 1 - 1         | Wilstermann       |
| 2009 | 54  | Copa Aerosur               | Wilstermann       | 1 - 0         | Aurora            |
| 2009 | 55  | Copa Aerosur               | Aurora            | 2 (2) - 1 (3) | Wilstermann       |
| 2010 | 56  | Copa Aerosur               | Wilstermann       | 1 - 0         | Aurora            |
| 2010 | 57  | Copa Aerosur               | Wilstermann       | 3 - 1         | Aurora            |
| 2011 | 58  | Copa Aerosur               | Aurora            | 3 - 0         | Wilstermann       |
| 2011 | 59  | Copa Aerosur               | Wilstermann       | 2 (3) - 1 (4) | Aurora            |
| 2011 | 60  | Final Copa Aerosur         | Wilstermann       | 1 - 1         | Aurora            |
| 2011 | 61  | Final Copa Aerosur         | Aurora            | 1 (3) - 1 (4) | Wilstermann       |
| 2012 | 62  | Copa Cine Center           | Aurora            | 2 - 2         | Wilstermann       |
| 2012 | 63  | Copa Cine Center           | Wilstermann       | 2 - 1         | Aurora            |
| 2013 | 64  | Amistoso                   | Aurora            | 0 (4) - 0 (1) | Wilstermann       |
| 2013 | 65  | Copa Cine Center           | Aurora            | 2 - 2         | Wilstermann       |
| 2013 | 66  | Copa Cine Center           | Wilstermann       | 3 - 1         | Aurora            |
| 2014 | 67  | Copa Cine Center           | Wilstermann       | 2 - 1         | Aurora            |
| 2014 | 68  | Copa Cine Center           | Wilstermann       | 3 - 1         | Aurora            |
| 2015 | 69  | Copa Cine Center           | Wilstermann       | 2 - 1         | Aurora            |
| 2015 | 70  | Copa Cine Center           | Aurora            | 3 (3) - 2 (4) | Wilstermann       |
| 2015 | 71  | Amistoso                   | Wilstermann       | 3 - 2         | Aurora            |
| 2016 | 72  | Amistoso                   | Aurora            | 2 - 1         | Wilstermann       |
| 2017 | 73  | Amistoso                   | Aurora            | 1 - 1         | Wilstermann       |

En 1993 tras la huelga de Fabol y la suspensión del torneo de la Liga, Wilstermann jugó algunos partidos en la AFC.

## Récords del clásico

### Máximos goleadores
| Jugador        | Equipo            | Goles |
| -------------- | ----------------- | ----- |
| Gastón Taborga | Jorge Wilstermann | 8     |
| Jair Reinoso   | Aurora            | 5     |

### Mayores goleadas
| Local       | Resultado | Visitante   | Fecha                 | Torneo         | Goles |
| ----------- | --------- | ----------- | --------------------- | -------------- | --- |
| Aurora      | 0 - 6     | Wilstermann | 24 de febrero de 2013 | Clausura 2013  | Edward Zenteno (2'), Augusto Andaveris (22'), Eric Aparicio (40' y 43'), Pablo Salinas (59') y Lucas Defrancesco (80') .   |
| Wilstermann | 5 - 1     | Aurora      | 15 de abril de 2018   | Apertura 2018  | Gilbert Álvarez (18' y 66'W), Cristian Chávez (41'W), Ricardo Pedriel (61'W), Ronny Montero (81'W), César Lamanna (93'A) . |
| Wilstermann | 5 - 1     | Aurora      | 18 de agosto de 2019  | Clausura 2019  | Ramiro Ballivián (77', 86'W), Gilbert Álvarez (41', 90'W), Fernando Saucedo (65'W), Iván Huayhuata (55'A).                 |
| Wilstermann | 4 - 0     | Aurora      | 19 de junio de 1985   | Temporada 1985 | Freddy Salguero (22', 53') y Gaston Taborga (48', 58').                                                                    |
| Aurora      | 2 - 5     | Wilstermann | 19 de julio de 1981   | Temporada 1981 | Salguero (2'W), Navarro (27'W), Bengolea (73'W), Mercado (75'A), Taborga (82'W), Bentes (87'A) y Vargas (90'W).            |

## Tablas comparativas entre ambos equipos
| Estadísticas                                           | Aurora | Jorge Wilstermann |
| ------------------------------------------------------ | ------ | ----------------- |
| Temporadas en Primera División                         | 63     | 77                |
| Temporadas en Tercera División                         | 17     | 1                 |
| Clasificación histórica en la Primera División         | 9      | 5                 |
| Goleadores en Primera División                         | 1      | 6                 |
| Participaciones en Copa Libertadores                   | 3      | 20                |
| Participaciones en Copa Sudamericana                   | 4      | 7                 |
| Participaciones en Copa Conmebol                       | -      | 1                 |
| Ranking continental del siglo XX                       | -      | 49º.              |
| Ranking continental de la primera década del siglo XXI | -      | 100º.             |
| Títulos Nacionales oficiales                           | 2      | 15                |
| Subtítulos Nacionales oficiales                        | 5      | 8                 |

## Palmarés
| Competición                     | Aurora | Jorge Wilstermann |
| ------------------------------- | ------ | ----------------- |
| Campeonato Boliviano de Fútbol  | 2      | 15                |
| Títulos nacionales              | 2      | 15                |
| Asociación de Fútbol Cochabamba | 22     | 16                |
| Títulos regionales              | 22     | 16                |
| Total                           | 24     | 31                |

## Clásico antiguo
El clásico antiguo del fútbol cochabambino lo disputaban los clubes decanos: Racing (111 años) y New Players (106 años). Posteriormente el clásico a finales de la década de los 50 lo disputaban Veltzé y Aurora.
Actualmente Racing juega por Punata en la Primera B (Tercera División de Bolivia) de la Asociación de Fútbol Cochabamba y New Players en Primera de Ascenso (Cuarta División de Bolivia) de la Asociación de Fútbol Cochabamba.